# Bruno Grua
Pour les articles homonymes, voir Grua.
Bruno Grua, né le 18 juin 1946 à Lyon, est un évêque catholique français, évêque du diocèse de Saint-Flour de mars 2006 à juin 2021.

## Biographie

### Formation
Avant d'entrer au séminaire, Bruno Grua a suivi des études scientifiques à l'université de Grenoble. Sa formation de futur prêtre a été partagée entre le séminaire Saint-Sulpice à Issy-les-Moulineaux de 1964 à 1966 pour le cycle de philosophie et de 1968 à 1971 pour le cycle théologie, et l'Université catholique de Lyon où il obtient en 1975 une maîtrise en théologie.
Pour son temps de service national, il opte pour la coopération et enseigne entre 1966 et 1968 dans un collège-lycée catholique à Jaffa (Israël) où il a pour ami et collègue Hervé Renaudin, futur évêque de Pontoise, aujourd'hui décédé.

### Évêque
Nommé évêque de Saint-Flour le 31 mars 2006, il a été consacré le 18 juin 2006 par le cardinal Bernard Panafieu. Il doit faire face à une baisse brutale des effectifs (prêtres et religieuses) ainsi qu'à la chute des baptêmes dans un diocèse rural frappé par la crise économique. Autrefois foyer de vocations, issues souvent du milieu paysan, le diocèse connaît une déchristianisation rapide et une sécularisation nouvelle. Il y avait 100 % de baptisés en 1950 et 87 % en 2017, encore 261 prêtres en 1970, contre 50 en 2017 et près de 500 religieuses en 1970 contre une trentaine aujourd'hui. Pour y faire face, il met en avant le service des laïcs dans des structures caritatives ou organisationnelles.
Au sein de la Conférence des évêques de France, il est membre du Conseil pour les affaires économiques, sociales et juridiques.
Il démissionne en juin 2021, remplacé par Didier Noblot.

## Prise de position
En 2012, un jeune homme indique par courrier au responsable du diocèse le comportement de Philippe Pouzet, ce dernier l'ayant agressé sexuellement en 2001, dans un presbytère à Saint-Flour. Bruno Grua ne le reçoit pas, n'informe pas la justice et maintient le prêtre dans ses fonctions. C'est cinq ans plus tard, en 2017, que cette lettre est finalement transmise au tribunal quand des premiers soupçons de pédophilie apparaissent . En novembre 2024, Philippe Pouzet est condamné par la cour d’assises du Cantal, à dix-huit ans de prison, pour les agressions sexuelles et le viol de quatre enfants de Massiac entre 2011 et 2017.

## Ministères
- Vicaire à Saint-Auban (1971 - 1973)
- Responsable diocésain de l'enseignement religieux (1975 - 1980)
- Aumônier de lycée à Digne et responsable diocésain de la catéchèse (1975 - 1980)
- Curé du secteur de Seyne-les-Alpes (1980 - 1984)
- Vicaire épiscopal chargé de l'apostolat des laïcs (1983 - 1984)
- Vicaire général (1984 - 1996)
- Archiprêtre de la Bléone, curé de Digne, délégué épiscopal pour les affaires économiques (1986 - 2006)
- Curé de Manosque et administrateur diocésain (1996 - 1998)
- Vicaire général (1998 - 2003)

Ordonné prêtre le 3 juillet 1971 pour le diocèse de Digne, il a alterné des ministères paroissiaux comme vicaire de 1971 à 1973 ou comme curé de Seyne-les-Alpes de 1980 à 1984, comme curé de Digne de 2003 à 2005 et curé de Manosque de 1996 à 1998, avec des services plus spécialisés, comme l'aumônerie du lycée de Digne de 1975 à 1980.
Il a également rapidement assumé des responsabilités au niveau diocésain comme responsable de la formation permanente de 1975 à 1983, comme responsable diocésain de la catéchèse de 1975 à 1980 et comme vicaire épiscopal chargé de l'apostolat des laïcs de 1983 à 1984.
Il a été vicaire général du diocèse de 1984 à 1996 et de 1998 à 2003 et administrateur diocésain de 1996 à 1998.

## Distinction
En janvier 2004, il reçoit la distinction de prélat d'honneur du pape Jean-Paul II.
- Chevalier de la Légion d'honneur (JO du 1er janvier 2009).